# Hard trance
Hard trance é um subgênero de trance que surgiu no início da década de 90 na Alemanha e é uma das vertentes mais antigas do trance.
É a vertente mais pesada do gênero, caracterizado por kicks fortes, secos e pesados. O hard trance pode ser melódico e dark, utilizando também, elementos do TB-303, chamados de Acid. O som do hard trance foi desenvolvido a partir do hardcore techno, que por sua vez foi desenvolvido a partir do estilo industrial belga, o new beat.